# Лозовский сельский совет (Збаражский район)
Лозовский сельский совет (укр. Лозівська сільська рада) — входит в состав
Збаражского района
Тернопольской области
Украины.
Административный центр сельского совета находится в 
с. Лозы.

## История
- 1940 — дата образования.

## Населённые пункты совета
- с. Лозы
- с. Кривчики